# 2. Bundesliga Nord
La 2. Bundesliga Nord fue una de las ligas que conformaron la segunda división de Alemania Federal desde 1974 hasta 1981 y era organizada por la Asociación Alemana de Fútbol.

## Historia
La liga fue creada en 1974 con el fin de disminuir la cantidad de ligas de segunda división a dos cuando antes eran cinco que conformaban la Regionalliga y con la gran diferencia de que se obtenía el ascenso directo a la Bundesliga de Alemania.
Los equipos que formaban la liga eran provenientes de la Regionalliga Nord, Regionalliga West y Regionalliga Berlin en conjunto con la 2. Bundesliga Süd que fue formada por los equipos de la Regionalliga Süd y Regionalliga Südwest.
La liga la conformaron 12 equipos del norte, 7 del oeste y uno de Berlín, en donde el campeón lograba el ascenso directamente a la Bundesliga de Alemania, mientras que el subcampeón jugaba un playoff con el segundo lugar del sur para definir a otro ascendido. Los cuatro últimos lugares de la clasificación descendían a las Amateurligas hasta que en 1978 fueron restauradas las Oberligas, disminuyendo la cantidad de descensos a tres a partir de 1979. La liga en sus primeras temporadas jugó con 20 equipos hasta 1981 cuando aumentó a 22.
Antes de 1978 existían las siguientes ligas regionales:
- Oberliga Nord
- Oberliga Berlin
- Verbandsliga Mittelrhein
- Verbandsliga Niederrhein
- Verbandsliga Westfalen 1
- Verbandsliga Westfalen 2

Después de 1978 la cantidad de ligas regionales bajó de 6 a 4 luego de que algunas se fusionaran:
- Oberliga Nord
- Oberliga Berlin
- Oberliga Nordrhein
- Oberliga Westfalen

En 1981 ambas ligas de segunda división se fusionaron para dar origen a una sola liga de categoría nacional en la que nueve equipos del sur, ocho del norte y los tres descendidos de la Bundesliga de Alemania conformaron la 2. Bundesliga.
SG Wattenscheid 09, VfL Osnabrück, Alemannia Aachen, SC Fortuna Köln y SC Preußen Münster jugaron todas la temporadas de la liga.

## Desaparición
Al desaparecer la liga en 1981 los equipos fueron distribuidos de la siguiente manera:
Admitidos en la 2. Bundesliga
- Hertha BSC
- Hannover 96
- Alemannia Aachen
- VfL Osnabrück
- Union Solingen
- Rot-Weiss Essen
- SC Fortuna Köln
- SG Wattenscheid 09

Descendidos a las Oberligas
- A la Oberliga Nordrhein: Viktoria Köln, 1. FC Bocholt, Rot-Weiss Oberhausen
- A la Oberliga Westfalen: SC Preußen Münster, SC Herford, Rot-Weiß Lüdenscheid, SpVgg Erkenschwick
- A la Oberliga Nord: VfB Oldenburg, SC Göttingen 05, Holstein Kiel, OSV Hannover
- A la Oberliga Berlin: Tennis Borussia Berlin

## Ediciones Anteriores
| Temporada | Campeón                | Subcampeón             |
| 1974–75   | Hannover 96            | Bayer Uerdingen        |
| 1975–76   | Tennis Borussia Berlin | Borussia Dortmund      |
| 1976–77   | FC St. Pauli           | Arminia Bielefeld      |
| 1977–78   | Arminia Bielefeld      | Rot-Weiss Essen        |
| 1978–79   | Bayer 04 Leverkusen    | Bayer Uerdingen        |
| 1979–80   | Arminia Bielefeld      | Rot-Weiss Essen        |
| 1980–81   | SV Werder Bremen       | Eintracht Braunschweig |

- Ascendidos en Negrita.
- Fuente:[1]

## Playoff de Ascenso
| Temporada | Sur               | Norte                  | Resultados      |
| 1975      | FK Pirmasens      | Bayer Uerdingen        | 4–4 / 0–6       |
| 1976      | 1. FC Nuremberg   | Borussia Dortmund      | 0–1 / 2–3       |
| 1977      | TSV 1860 München  | Arminia Bielefeld      | 4–0 / 0–4 / 2–0 |
| 1978      | 1. FC Nuremberg   | RW Essen               | 1–0 / 2–2       |
| 1979      | SpVgg Bayreuth    | Bayer Uerdingen        | 1–1 / 1–2       |
| 1980      | Karlsruher SC     | RW Essen               | 5–1 / 1–3       |
| 1981      | Kickers Offenbach | Eintracht Braunschweig | 1–0 / 0–2       |

## Posiciones Finales
| Club                    | 1975 | 1976 | 1977 | 1978 | 1979 | 1980 | 1981 |
| ----------------------- | ---- | ---- | ---- | ---- | ---- | ---- | ---- |
| Borussia Dortmund       | 6    | 2    | B    | B    | B    | B    | B    |
| Bayer 04 Leverkusen     |      | 15   | 10   | 8    | 1    | B    | B    |
| Bayer Uerdingen         | 2    | B    | 4    | 7    | 2    | B    | B    |
| Arminia Bielefeld       | 4    | 9    | 2    | 1    | B    | 1    | B    |
| SV Werder Bremen        | B    | B    | B    | B    | B    | B    | 1    |
| Eintracht Braunschweig  | B    | B    | B    | B    | B    | B    | 2    |
| Hertha BSC              | B    | B    | B    | B    | B    | B    | 3    |
| Hannover 96             | 1    | B    | 5    | 5    | 15   | 3    | 4    |
| Alemannia Aachen        | 15   | 12   | 7    | 14   | 7    | 7    | 5    |
| VfL Osnabrück           | 8    | 6    | 9    | 16   | 18   | 8    | 6    |
| Union Solingen          |      | 13   | 19   | 9    | 9    | 9    | 7    |
| Rot-Weiss Essen         | B    | B    | B    | 2    | 8    | 2    | 8    |
| SC Fortuna Köln         | 5    | 4    | 12   | 4    | 4    | 6    | 9    |
| SG Wattenscheid 09      | 7    | 8    | 15   | 6    | 10   | 5    | 10   |
| Viktoria Köln           |      |      |      |      | 16   | 4    | 11   |
| 1. FC Bocholt           |      |      |      | 18   |      |      | 12   |
| SC Preußen Münster      | 9    | 3    | 6    | 3    | 3    | 10   | 13   |
| Rot-Weiß Oberhausen     | 18   |      |      |      |      | 15   | 14   |
| VfB Oldenburg           |      |      |      |      |      |      | 15   |
| SC Herford              |      |      | 14   | 17   |      | 17   | 16   |
| Tennis Borussia Berlin  | B    | 1    | B    | 10   | 11   | 13   | 17   |
| SC Göttingen 05         | 10   | 11   | 17   |      |      |      | 18   |
| Holstein Kiel           |      |      |      |      | 14   | 14   | 19   |
| Rot-Weiß Lüdenscheid    |      |      |      | 13   | 19   | 16   | 20   |
| SpVgg Erkenschwick      | 16   | 18   |      |      |      |      | 21   |
| OSV Hannover            |      |      |      |      |      | 12   | 22   |
| DSC Wanne-Eickel        |      |      |      |      | 13   | 11   |      |
| OSC Bremerhaven         |      |      |      | 19   |      | 18   |      |
| Arminia Hannover        |      |      | 13   | 15   | 12   | 19   |      |
| Wuppertaler SV          | B    | 5    | 3    | 11   | 17   | 20   |      |
| FC St. Pauli            | 3    | 14   | 1    | B    | 6    |      |      |
| Westfalia Herne         |      | 10   | 11   | 12   | 5    |      |      |
| Wacker 04 Berlin        | 13   | 16   | 18   |      | 20   |      |      |
| Schwarz-Weiß Essen      | 12   | 7    | 8    | 20   |      |      |      |
| Bonner SC               |      |      | 16   |      |      |      |      |
| VfL Wolfsburg           | 19   |      | 20   |      |      |      |      |
| 1. FC Mülheim           | 11   | 17   |      |      |      |      |      |
| DJK Gütersloh           | 14   | 19   |      |      |      |      |      |
| Spandauer SV            |      | 20   |      |      |      |      |      |
| Olympia Wilhelmshaven   | 17   |      |      |      |      |      |      |
| HSV Barmbeck-Uhlenhorst | 20   |      |      |      |      |      |      |

Fuentes:

### Claves
| Símbolo  | Clave                            |
| -------- | -------------------------------- |
| B        | Bundesliga                       |
| Posición | Liga                             |
| Blanco   | Jugaba en una categoría inferior |